# العربي صديقي
العربي صديقي هو كاتب وعالم سياسة تونسي ومحاضر أول في جامعة إكسيتر. عمل في السابق دارسا في مركز كارنيغي للشرق الأوسط. تركز كتابات العربي صديقي على الدمقرطة في العالم العربي ودراسات حقوق الإنسان والحوار بين الحضارتان الغربية والإسلامية.

## مؤلفاته
- البحث عن الديقراطية العربية: الخطابات والخطابات المضادة. منشورات جامعة كولمبيا، 2004.